# Svenska tidningen. Dagligt Allehanda i Stockholm
Svenska tidningen. Dagligt Allehanda i Stockholm var en svensk dagstidning som utkom 6 dagar i veckan från 29 november 1851 till 30 november 1859. Tidningen politiska åsikter var konservativa. Tidningen utgjorde fortsättning av Bore. Dagligt allehanda i Stockholm.
Redaktör och ansvarig utgivare var från starten Johan August Hazelius, som i september 1856 efterträddes av Herman Hörner. Hazelius fortsatte att leda tidningen som dess ägare. Tidningen utgjorde en fortsättning av Bore. Dagligt Allehanda i Stockholm och fick en fristående fortsättning i Nya Dagligt Allehanda som utgavs från 1 december 1859 till 1944.
Bland tidningens många medarbetare må nämnas C. A. Agardh, Ivar Arwidsson, Kristian Claëson, Wilhelm Fredric Dalman, O. v. Feilitzen, Albert Theodor Lysander, Gustaf Nyblæus, E. v. Qvanten och K. G. Wetterhoff. Bidrag till tidningen lämnades också av A. I. Arwidsson, M. J. Crusenstolpe, J. A. v. Hartmansdorff, Carl Edvard Kindblad, Vilhelm Fredrik Palmblad, Constance Pontin Sigurd Ribbing, Carl Magnus Rydqvist, Johan Peter Theorell Varje vardag gavs det ut nummer som omfattade 4 sidor med 4 eller 5-spalter i folioformat av såväl Svenska tidningens morgonupplaga 1 december 1851–1857 som en aftonupplaga från 29 november 1851–1858, sedan saknade tidningen dylika tillägg om upplaga i titeln till dess tidningen upphörde. Prenumerationspriset för vardera upplagan var 12 riksdaler banko 1851–1858 samt 16 riksdaler riksmynt 1859.